# Anvar Berdiev
Anvar Berdiev (Muborak, 11 maggio 1978) è un allenatore di calcio ed ex calciatore uzbeko, di ruolo attaccante.
Con 213 gol in 459 incontri di campionato uzbeko (alla media di 0,46 gol a partita) è il miglior marcatore nella storia del torneo.

## Statistiche

### Cronologia presenze e reti in nazionale
| Cronologia completa delle presenze e delle reti in nazionale ― Uzbekistan | Cronologia completa delle presenze e delle reti in nazionale ― Uzbekistan | Cronologia completa delle presenze e delle reti in nazionale ― Uzbekistan | Cronologia completa delle presenze e delle reti in nazionale ― Uzbekistan | Cronologia completa delle presenze e delle reti in nazionale ― Uzbekistan | Cronologia completa delle presenze e delle reti in nazionale ― Uzbekistan | Cronologia completa delle presenze e delle reti in nazionale ― Uzbekistan | Cronologia completa delle presenze e delle reti in nazionale ― Uzbekistan |
| Data                                                                      | Città                                                                     | In casa                                                                   | Risultato                                                                 | Ospiti                                                                    | Competizione                                                              | Reti                                                                      | Note                                                                      |
| ------------------------------------------------------------------------- | ------------------------------------------------------------------------- | ------------------------------------------------------------------------- | ------------------------------------------------------------------------- | ------------------------------------------------------------------------- | ------------------------------------------------------------------------- | ------------------------------------------------------------------------- | ------------------------------------------------------------------------- |
| 24-4-1998                                                                 | Baku                                                                      | Azerbaigian                                                               | 1 – 0                                                                     | Uzbekistan                                                                | Amichevole                                                                | -                                                                         | 65’                                                                       |
| 11-7-1999                                                                 | Samarcanda                                                                | Uzbekistan                                                                | 3 – 0                                                                     | Malaysia                                                                  | Amichevole                                                                | -                                                                         | 46’                                                                       |
| 29-2-2000                                                                 | Tashkent                                                                  | Uzbekistan                                                                | 8 – 0                                                                     | Mongolia                                                                  | Amichevole                                                                | 1                                                                         | 46’                                                                       |
| 26-6-2001                                                                 | Kuala Lumpur                                                              | India                                                                     | 1 – 2                                                                     | Uzbekistan                                                                | Pestabola Merdeka 2001                                                    | 1                                                                         |                                                                           |
| 2-4-2003                                                                  | Minsk                                                                     | Bielorussia                                                               | 2 – 2                                                                     | Uzbekistan                                                                | Amichevole                                                                | -                                                                         | 87’                                                                       |
| Totale                                                                    |                                                                           | Presenze                                                                  | 5                                                                         |                                                                           | Reti                                                                      | 2                                                                         |                                                                           |

## Palmarès

### Club
- Campionato uzbeko: 2

Neftchi Fergana: 2001
Bunyodkor: 2013
- Coppa d'Uzbekistan: 1

Bunyodkor: 2013

### Individuale
- Capocannoniere del campionato uzbeko: 1

2012 (19 gol)